# Vitanovac
Vitanovac (szerbül: Витановац), település Szerbiában, a Raškai körzet Kraljevoi községében.
A település közelében robbant ki a 2010-es szerbiai földrengés.

## Népesség
- 1948-ban 1 777 lakosa volt.
- 1953-ban 1 748 lakosa volt.
- 1961-ben 1 765 lakosa volt.
- 1971-ben 1 872 lakosa volt.
- 1981-ben 1 881 lakosa volt.
- 1991-ben 1 829 lakosa volt.
- 2002-ben 1 649 lakosa volt, akik közül 1 614 szerb (97,87%), 9 montenegrói, 2 román, 1 orosz, 1 jugoszláv, 18 ismeretlen.